# 9588 Quesnay
9588 Quesnay este un asteroid din centura principală de asteroizi.

## Descriere
9588 Quesnay este un asteroid din centura principală de asteroizi. A fost descoperit pe 18 noiembrie 1990 la Observatorul La Silla de Eric Walter Elst. El prezintă o orbită caracterizată de o semiaxă mare de 2,59 ua, o excentricitate de 0,21 și o înclinație de 13,2° în raport cu ecliptica.